# Over the Love (Skunk Anansie)
Over the Love è un brano musicale del gruppo musicale Skunk Anansie estratto come secondo singolo dell'album Wonderlustre. Il brano è stato reso disponibile per l'airplay radiofonico e il download digitale a partire dal 29 ottobre 2010.

## Video
Il video musicale prodotto per Over the Love è stato invece presentato l'11 ottobre 2010 sul canale YouTube ufficiale del gruppo. Il video mostra alcune sequenze riprese durante il tour, le interviste ed altri momenti della vita del gruppo.

## Successo commerciale
In Italia è rimasta in classifica per 5 settimane debuttando, a fine novembre 2010, alla posizione numero 98 per poi raggiungere la 59ª posizione nel gennaio 2011.

## Classifiche
| Classifica (2010-11) | Posizione massima |
| -------------------- | ----------------- |
| Belgio (Fiandre)     | 58                |
| Italia               | 59                |